# Déjà vu (film, 1985)
Pour les articles homonymes, voir Déjà vu (homonymie).
Pour plus de détails, voir Fiche technique et Distribution.
Déjà vu est un film britannique réalisé par Anthony B. Richmond, sorti en 1985.

## Synopsis
Un écrivain pensant s'être réincarné, imagine que sa fiancée possède en elle l'âme de sa fiancée de sa vie précédente.

## Fiche technique
Sauf indication contraire, les informations mentionnées dans cette section peuvent être confirmées par la base de données cinématographiques IMDb,  présente dans la section « Liens externes ».
- Titre original et français : Déjà vu
- Réalisation : Anthony B. Richmond
- Scénario : Ezra D. Rappaport et Arnold Schmidt, d'après le roman Always de Trevor Meldal-Johnsen
- Direction artistique: John Siddall
- Costumes : Marit Allen
- Photographie : David Holmes
- Montage : Richard Trevor
- Musique : Pino Donaggio
- Production : Yoram Globus, Menahem Golan, Michael J. Kagan (producteur associé)
- Pays d'origine : Royaume-Uni
- Langue originale : anglais
- Genre : Fantastique
- Durée : 90 minutes

## Distribution
- Jaclyn Smith : Brooke / Maggie
- Nigel Terry : Michael / Greg
- Shelley Winters : Olga Nabokova
- Claire Bloom : Eleanor Harvey
- Richard Kay : William Tanner (1935)
- Frank Gatliff : William Tanner (1984)
- Michael Ladkin : Willmer
- David Lewin : Reporter
- Marianne Stone : Mabel
- Virginia Guy : Lead Dancer
- David Adams : Chauffeur
- Josephine Buchan : Research Assistant
- Richard Graydon : Captain Wilson
- Claire Bayliss : danseuse
- Elizabeth Cantillon : danseuse